# Isy Orén
Isy Orén (* 17. Juni 1946 in Krefeld) ist eine deutsche Sängerin (Sopran) und Schauspielerin.

## Leben und Wirken
Isy Orén erhielt eine Tanz-, Gesangs- und Schauspielausbildung und begann ihre berufliche Laufbahn Mitte der 60er Jahre in ihrer Heimatstadt Krefeld. Mit 20 ging sie an die Operette von Osnabrück, seit Anfang der 1970er Jahre konnte man sie auch am Staatstheater am Gärtnerplatz in München sehen. In der Zwischenzeit gab sie 1969 auch ihr Fernsehdebüt. Mit einer hellen, klaren Gesangsstimme ausgestattet, trat Isy Orén zu Beginn der 70er Jahre in diversen TV-Operetten und Musiksendungen an der Seite gestandener Musikkünstler wie Rudolf Schock, Ingeborg Hallstein, Robert Stolz und Anneliese Rothenberger auf.
Bereits Mitte der 1970er Jahre endete Isy Oréns Fernsehtätigkeit; danach konzentrierte sie sich ganz auf ihre Gesangskarriere an der Bühne.

## Filmografie
- 1969: Mamselle Nitouche
- 1969: Die Zirkusprinzessin
- 1969: Orpheus in der Unterwelt (Theaterinszenierung)
- 1970: Robert Stolz zum 90. Geburtstag
- 1972: Die Glücksspirale
- 1972: Zwischenmahlzeit (eine Folge)
- 1974: Schlagerfestival 1929
- 1975: Zwischenmahlzeit (eine Folge)
- 1975: Anneliese Rothenberger gibt sich die Ehre (eine Showfolge)
- 1977: Zum blauen Bock (eine Folge)
- 1986: Zum blauen Bock (eine Folge)